# مسجد سيدي الحاري
مسجد سيدي الحاري هو مسجد قديم من مساجد مدينة تونس، لم يعُد موجودا، وقد كان يقع شمال المدينة.

## الموقع
كان يقع بنهج سيدي الحاري، بباب قرطاجنة.

## التّسمية
استمدّ المسجد تسميته من اسم سيدي الحاري، وهو وليّ صالح وزاويته معلم مصنّف.

## التّاريخ
كان المسجد مخصّصا لأتباع الطّريقة العيساويّة.